# Max Malins

a Compétitions nationales et continentales officielles uniquement.

b Matchs officiels uniquement.
Dernière mise à jour le 14 août 2023.
Max Malins, né le 7 janvier 1997 à Cambridge, est un joueur international anglais de rugby à XV. Il joue au poste d'ailier ou arrière avec les Bristol Bears.

## Biographie

### Jeunesse et formation
Né à Cambridge, Max Malins effectue sa scolarité à la Felsted School (en) dans l'Essex. Il est alors un joueur de cricket et de hockey sur gazon prometteur, terminant notamment meilleur buteur au Festival international de hockey du Cap en 2014. 
Cependant, il fait finalement le choix du rugby, et passe notamment par le Bishop's Stortford RFC (en), avant d'intégrer l'académie des Saracens à 17 ans.

### Carrière en club

#### Début de carrière
Alors qu'il est aux Saracens, Malins est également inscrit chez l'Old Albanian RFC (en) en National League 2 South (en), où il joue 19 matchs, marquant en tout 19 essais, puis convertissant 12 pénalités et 41 transformations. Ses performances au cours de la saison 2015-2016 (en) permettent ainsi aux Old Albanians d'accéder à la promotion en National League 1.
Il fait ses débuts en équipe senior des Sarries le 27 janvier 2017, entrant en jeu contre les Scarlets en Coupe anglo-galloise.

#### Prêt bénéfique à Bristol
Après avoir prolongé son contrat avec le club de Londres, Malins rejoint les Bristol Bears à l'été 2020 avec son coéquipier Ben Earl, alors que les Saracens sont relégués en deuxième division. Malins s'illustre dès la reprise des championnats à l'automne 2020 avec Bristol, marquant notamment un essai contre Toulon en finale du Challenge européen, permettant ainsi à son club de glaner son premier trophée continental. Au cours de cette demi-saison, il prend part à neuf rencontres et inscrit huit essais. 
La saison suivante, il manque une partie de la saison entre les blessures et les sélections en équipe nationale, néanmoins il inscrit dix essais en dix matchs avec Bristol, dont notamment un triplé en demi-finale de Premiership qui ne peut empêcher la défaite 43-36 face aux Harlequins dans un match déroutant. 

#### Retour aux Saracens puis départ définitif à Bristol
Par la suite, il fait son retour chez les Sarries après le retour de ces derniers en Premiership. Durant cette saison, il alterne entre les postes d'ailier et d'arrière, il inscrit notamment deux quadruplés et un triplé puis termine la saison en tant que meilleur marqueur d'essais avec seize essais marqués en quinze rencontres de Premiership,. De plus, il est titulaire lors de la finale du Championnat d'Angleterre où ils perdent face aux Leicester Tigers. 
En début de saison 2022-2023, son départ des Sarries et son retour chez les Bristol Bears pour la saison suivante est annoncé. Cette saison, son équipe se qualifie jusqu'en finale du championnat. Max Malins est titulaire, marque un essai et les siens l'emportent 35 à 25 face aux Sale Sharks. 
En début de saison 2024-2025, il est élu meilleur joueur du mois de septembre en championnat après avoir marqué quatre essais en deux matchs et effectué deux passes décisives. Il devance ainsi Andy Christie, Ollie Lawrence et Will Butt. 

### Carrière en sélection

#### Équipes de jeunes
Malins est international avec les moins de 18 ans anglais,, jouant et marquant un essai contre la France en février 2015, puis prenant également part à la rencontre face à l'Écosse peu après,. Fin mars, il est titulaire au centre lors des trois matchs de championnat européen, contre le Portugal,, la France puis l'Italie, les Anglais terminant troisièmes avec deux victoires et une défaite face aux Français.
Il participe ensuite à la tournée en Afrique du Sud à l'été 2015, dont les matchs des jeunes anglais contre l'équipe de France et les deux contre l'Afrique du Sud, à l'occasion desquels il marque trois essais,,.
En 2016, Malins est sélectionné avec les moins de 20 ans anglais pour le Six Nations puis le Championnat mondial junior organisé à Manchester. Il est notamment titulaire lors de la finale remportée contre l'Irlande.
L'année suivante, il prend part au Grand Chelem anglais lors du Six Nations et est l'ouvreur titulaire avec l'Angleterre qui atteint encore la finale du Championnat du monde, avant d'être vaincue par la Nouvelle-Zélande,.

#### Équipe senior
Appelé une première fois en équipe d'Angleterre par Eddie Jones en octobre 2020, il fait ses débuts en remplaçant Ollie Lawrence lors de leur match d'ouverture de la Coupe d'automne des nations contre la Géorgie le 14 novembre 2020.
Il est titularisé une première fois le 13 mars 2021 lors du match du Tournoi des Six Nations contre la France : au sein d'une équipe d'Angleterre en plein doute, les coéquipiers de Malins parviennent à battre 23-20 des Français jusqu'ici favoris pour le Grand Chelem,.
Fin juin 2023, il est sélectionné avec le XV de la Rose par Steve Borthwick dans un groupe de 41 joueurs pour les matchs de préparation à la Coupe du monde 2023,. Quelques semaines plus tard, il est retenu dans le groupe final pour participer au Mondial,.

## Palmarès

### En club
- Bristol Bears
  - Vainqueur du Challenge européen en 2020.

- Saracens
  - Vainqueur du Championnat d'Angleterre en 2018, 2019 et 2023.
  - Finaliste du Championnat d'Angleterre en 2022.

### En équipe nationale
- Angleterre -20
  - Vainqueur du Championnat du monde junior en 2016.
  - Finaliste du Championnat du monde junior en 2017.
  - Vainqueur du Tournoi des Six Nations des moins de 20 ans en 2017.

- Angleterre
  - Vainqueur de la Coupe d'automne des nations en 2020.
  - Troisième de la Coupe du monde en 2023.

### Distinctions personnelles
- Meilleur marqueur d'essais du Championnat d'Angleterre en 2022.
- Élu Joueur du mois en Championnat d'Angleterre en septembre 2024.